# Penrose Peak (Wyoming)
Der Penrose Peak ist ein 3798 m hoher Berg in den Bighorn Mountains im US-Bundesstaat Wyoming. Er befindet sich in der Cloud Peak Wilderness Area im Bighorn National Forest, wenige Kilometer nordöstlich des höchsten Berges der Bighorn Mountains, dem Cloud Peak. Er wurde nach dem Senator Boies Penrose aus Pennsylvania benannt.